# 1994 VJ1
1994 VJ1 är en asteroid i huvudbältet som upptäcktes den 4 november 1994 av den japanska astronomen Takao Kobayashi vid Ōizumi-observatoriet.
Den tillhör asteroidgruppen Padua.